# Quijarroïta
La quijarroïta és un mineral de la classe dels sulfurs. Rep el seu nom de la província boliviana d'Antonio Quijarro, a on es troba la mina El Dragón, la seva localitat tipus.

## Característiques
La quijarroïta és una sulfosal de fórmula química Cu₆HgPb₂Bi₄Se₁₂. Va ser aprovada com a espècie vàlida per l'Associació Mineralògica Internacional l'any 2016. Cristal·litza en el sistema ortoròmbic. És un mineral químicament similar a la petrovicita i al mineral selenur sense anomenar Unnamed (Cu-Pb-Hg-Bi Selenide), i es troba relacionada amb la petrovicita rica en bismut que es troba al dipòsit polimetàl·lic d'urani i seleni de Schlema-Alberoda (Erzgebirge, Alemanya). També és similar a la hansblockita.

## Formació i jaciments
Va ser descoberta a la mina El Dragón, a la província d'Antonio Quijarro, al departament de Potosí (Bolívia), on sol trobar-se associada a altres minerals com la hansblockita i la clausthalita. Es tracta de l'únic indret on ha estat trobada aquesta espècie mineral.